# Apostolska nunciatura v Argentini
Apostolska nunciatura v Argentini je diplomatsko prestavništvo (veleposlaništvo) Svetega sedeža v Argentini, ki ima sedež v Buenos Airesu.
Trenutni apostolski nuncij je Mirosław Adamczyk.

## Seznam apostolskih nuncijev
- Luigi Matera (30. marec 1882–29. november 1891)
- Antonio Sabatucci (marec 1900–november 1906)
- Achille Locatelli (22. november 1906–8. julij 1916)
- Alberto Vassallo-Torregrossa (2. maj 1916–6. avgust 1920)
- Giovanni Beda Cardinale (25. julij 1922–29. avgust 1925)
- Filippo Cortesi (november 1926–1936)
- Giuseppe Fietta (20. januar 1936–26. januar 1953)
- Mario Zanin (7. februar 1953–1958)
- Umberto Mozzoni (20. september 1958–19. april 1969)
- Lino Zanini (7. maj 1969–1974)
- Pio Laghi (27. april 1974–10. december 1980)
- Ubaldo Calabresi (23. januar 1981–4. marec 2000)
- Santos Abril y Castelló (4. marec 2000–9. april 2003)
- Adriano Bernardini (26. april 2003–15. november 2011)
- Emil Paul Tscherrig (5. januar 2012–12. september 2017)
- Léon Kalenga Badikebele (17. marec 2018–12. junij 2019)
- Mirosław Adamczyk (22. februar 2022–danes)